# Hôtel Les Trois Luppars
L'hôtel Les Trois Luppars est un établissement hôtelier situé à Arras (Pas-de-Calais), sur la Grand'Place, aux numéros 47 et 49.

## Édifice
L'hôtel est installé dans la plus ancienne maison d'Arras, construite en 1467, de style gothique en brique flamand. Sa façade, tout en briques pour les étages, sur des arcades en ogives de grès au rez-de-chaussée, est la seule de la ville dont le pignon n'est pas de style baroque flamand, c'est un pignon à gradins dit parfois aussi « à pas de moineaux ».
L'édifice servit de base à l'alignement des maisons et de leurs galeries, et sa structure à trois niveaux suggéra le patron unique des autres maisons des places d'Arras.
La façade de l'hôtel est classée au titre des monuments historiques par arrêté du 20 avril 1920.

## Origine du nom
Le nom de Luppars est un dérivé du mot « Léopards ». Ces animaux sont représentés dans le logo de l'hôtel et par deux groupes de trois félins en bas-relief sur la façade.